# Böbikon
Böbikon là một đô thị ở huyện Zu, bang Aargau, Thụy Sĩ. 

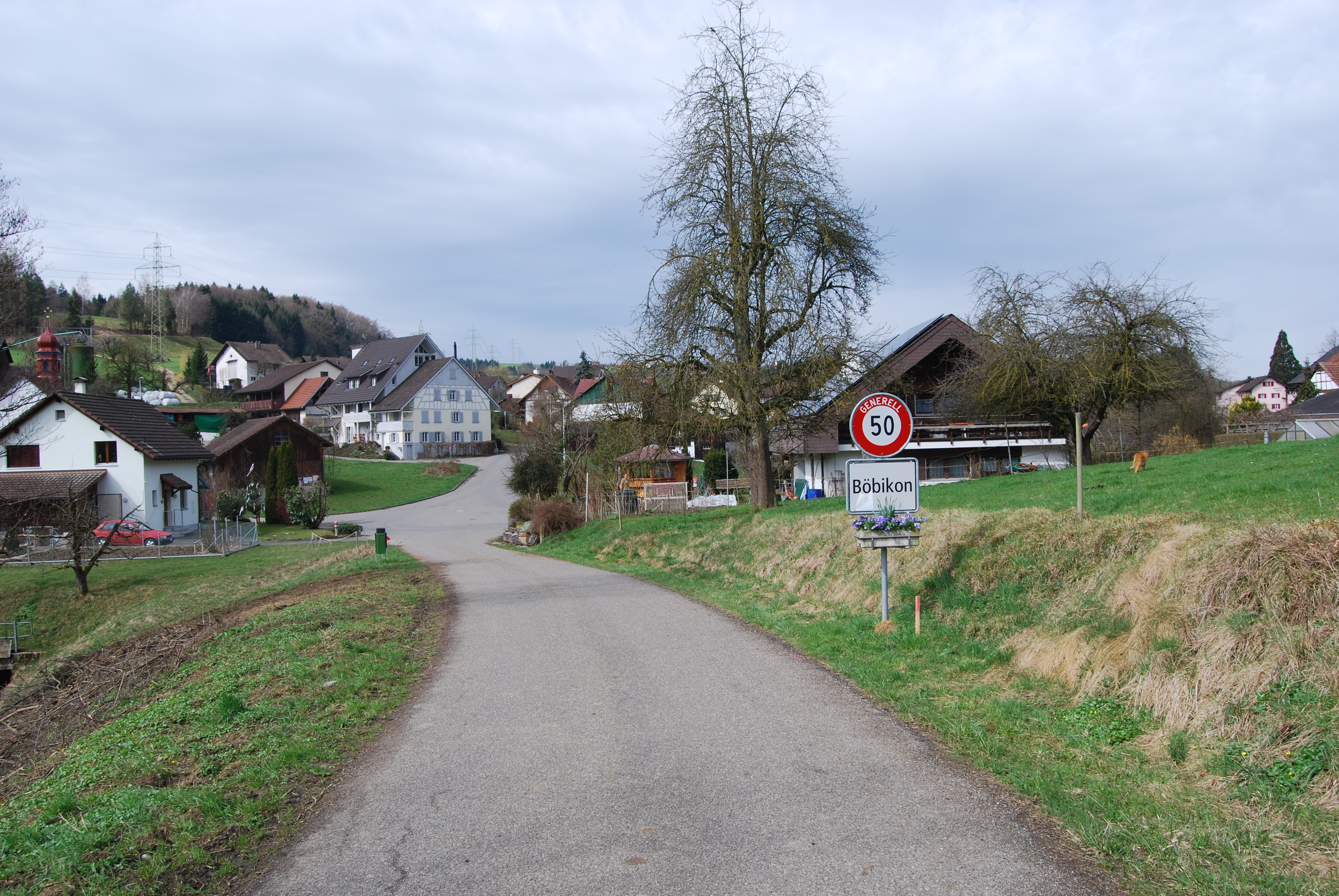
Böbikon